# Parly
Parly és un municipi francès, situat al departament del Yonne i a la regió de Borgonya - Franc Comtat. L'any 2007 tenia 788 habitants.

## Demografia

### Població
El 2007 la població de fet de Parly era de 788 persones. Hi havia 318 famílies, de les quals 86 eren unipersonals (39 homes vivint sols i 47 dones vivint soles), 110 parelles sense fills, 106 parelles amb fills i 16 famílies monoparentals amb fills.
La població ha evolucionat segons el següent gràfic:
Habitants censats

### Habitatges
El 2007 hi havia 444 habitatges, 332 eren l'habitatge principal de la família, 87 eren segones residències i 26 estaven desocupats. 428 eren cases i 5 eren apartaments. Dels 332 habitatges principals, 289 estaven ocupats pels seus propietaris, 33 estaven llogats i ocupats pels llogaters i 10 estaven cedits a títol gratuït; 4 tenien una cambra, 15 en tenien dues, 54 en tenien tres, 97 en tenien quatre i 163 en tenien cinc o més. 271 habitatges disposaven pel capbaix d'una plaça de pàrquing. A 124 habitatges hi havia un automòbil i a 180 n'hi havia dos o més.

### Piràmide de població
La piràmide de població per edats i sexe el 2009 era:
| Homes | Edats   | Dones |
| ----- | ------- | ----- |
| 0     | 95 o +  | 0     |
| 0     | 90 a 94 | 0     |
| 8     | 85 a 89 | 0     |
| 0     | 80 a 84 | 4     |
| 8     | 75 a 79 | 20    |
| 20    | 70 a 74 | 20    |
| 8     | 65 a 69 | 16    |
| 20    | 60 a 64 | 20    |
| 12    | 55 a 59 | 32    |
| 24    | 50 a 54 | 12    |
| 36    | 45 a 49 | 32    |
| 36    | 40 a 44 | 28    |
| 28    | 35 a 39 | 28    |
| 12    | 30 a 34 | 12    |
| 20    | 25 a 29 | 12    |
| 8     | 20 a 24 | 20    |
| 32    | 15 a 19 | 32    |
| 32    | 10 a 14 | 36    |
| 24    | 5 a 9   | 32    |
| 8     | 0 a 4   | 12    |

## Economia
El 2007 la població en edat de treballar era de 512 persones, 403 eren actives i 109 eren inactives. De les 403 persones actives 381 estaven ocupades (201 homes i 180 dones) i 22 estaven aturades (10 homes i 12 dones). De les 109 persones inactives 42 estaven jubilades, 34 estaven estudiant i 33 estaven classificades com a «altres inactius».

### Ingressos
El 2009 a Parly hi havia 313 unitats fiscals que integraven 785 persones, la mediana anual d'ingressos fiscals per persona era de 18.500 €.

### Activitats econòmiques
Dels 24 establiments que hi havia el 2007, 1 era d'una empresa alimentària, 2 d'empreses de fabricació d'altres productes industrials, 6 d'empreses de construcció, 4 d'empreses de comerç i reparació d'automòbils, 1 d'una empresa de transport, 1 d'una empresa d'hostatgeria i restauració, 3 d'empreses immobiliàries, 2 d'empreses de serveis, 1 d'una entitat de l'administració pública i 3 d'empreses classificades com a «altres activitats de serveis».
Dels 9 establiments de servei als particulars que hi havia el 2009, 1 era una oficina de correu, 3 paletes, 1 guixaire pintor, 1 lampisteria, 1 empresa de construcció, 1 restaurant i 1 agència immobiliària.
L'únic establiment comercial que hi havia el 2009 era una fleca.
L'any 2000 a Parly hi havia 15 explotacions agrícoles que ocupaven un total de 828 hectàrees.

## Equipaments sanitaris i escolars
El 2009 hi havia una escola elemental integrada dins d'un grup escolar amb les comunes properes formant una escola dispersa.

## Poblacions més properes
El següent diagrama mostra les poblacions més properes.